# Heishui (köpinghuvudort i Kina, Jilin Sheng, lat 45,20, long 122,82)
Heishui (kinesiska: 黑水, 黑水镇) är en köpinghuvudort i Kina. Den ligger i provinsen Jilin, i den nordöstra delen av landet, omkring 240 kilometer nordväst om provinshuvudstaden Changchun. Antalet invånare är 19 845. Befolkningen består av 9 843 kvinnor och 10 002 män. Barn under 15 år utgör 13,0 %, vuxna 15-64 år 79 %, och äldre över 65 år 6,0 %.
Runt Heishui är det ganska glesbefolkat, med 40 invånare per kvadratkilometer. Närmaste större samhälle är Guangming, 15,0 km norr om Heishui. Trakten runt Heishui består till största delen av jordbruksmark.
Genomsnittlig årsnederbörd är 564 millimeter. Den regnigaste månaden är juli, med i genomsnitt 153 mm nederbörd, och den torraste är januari, med 4 mm nederbörd.